# Dinastija Albret
Dinastija Albret je bila francuska plemićka obitelj koja je vladala mjestom zvanim Albret (Labrit).

## Lordovi Albreta
- Amanieu I.
- Amanieu II.
- Bernard Ezi I.
- Amanieu III.
- Bernard Ezi II.
- Amanieu IV.
- Amanieu V.
- Amanieu VI.
- Amanieu VII.
- Bernard Ezi III.
- Marta od Albreta
- Izabela od Albreta
- Amanieu VIII.
- Bernard Ezi IV.
- Arnaud-Amanieu
- Karlo I. od Albreta
- Karlo II. od Albreta
- Ivan I. od Albreta, vikont Tartasa
- Alan I. Veliki od Albreta
- Ivan III., kralj Navare
- Henrik I. od Albreta (Henrik II., kralj Navare)
- Ivana od Albreta (Ivana III., kraljica Navare)
- Henrik IV., kralj Francuske (sin Ivane)